# The Settlers (film)
The Settlers (spanska: Los colonos) är en chilensk westernfilm från 2023, regisserad av Felipe Gálvez Haberle.
Filmen handlar om Segundo, en chilensk mestis, MacLennan, en skotsk veteran, och Bill, en amerikansk legosoldat. De beger sig på en expedition för att avgränsa och återta de landområden som staten har beviljat José Menéndez. Vad som från första början framstår som en administrativ expedition förvandlas till en våldsam jakt på Ona-folket, infödingsbefolkningen i skärgården vid Eldslandet.
Filmen hade sin världspremiär vid filmfestivalen i Cannes 2023, där den fick FIPRESCI-priset. Den visades senare på Stockholms filmfestival, där den vann Bronshästen för bästa film. Filmen hade biopremiär i Sverige den 26 april 2024, utgiven av Lucky Dogs.

## Rollista (i urval)
- Camilo Arancibia – Segundo
- Mark Stanley – Alexander MacLennan
- Benjamin Westfall – Bill